# Zielona strefa

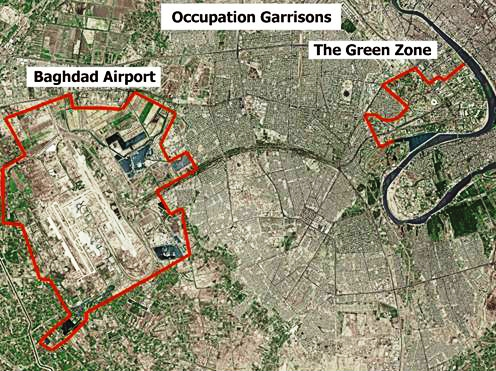
Zdjęcie satelitarne oraz mapa Zielonej strefy, Bagdad

Zielona strefa (arab. ‏المنطقة الخضراء‎; ang. Green Zone) – potoczna nazwa „strefy międzynarodowej” w Iraku, położonej w centrum Bagdadu, obszar silnie ufortyfikowany o łącznej powierzchni ok. 10 km². W Zielonej strefie znajdowały się główne siedziby tymczasowych władz irackich. Aktualnie znajdują się tam między innymi siedziba irackiego Zgromadzenia Narodowego, siedziby irackiego rządu czy część ambasad (m.in. ambasady USA oraz Wielkiej Brytanii).
Kontrast w stosunku do „Zielonej strefy” stanowi tzw. „Czerwona strefa”, obejmująca teren Bagdadu poza granicą Zielonej strefy. Określenia „Czerwona strefa” używa się również w odniesieniu do wszystkich nieobjętych ochroną terenów, znajdujących się poza obszarem punktów kontrolnych.
Przed interwencją amerykańską obszar aktualnej „Zielonej strefy” stanowił silnie ufortyfikowaną część Bagdadu, na której terenie znajdowały się główne siedziby kolejnych władz irackich (między innymi kilka pałaców Saddama Husajna, w tym ten największy – Pałac Republikański).
Obszar „Zielonej strefy” został zajęty przez wojska amerykańskie w kwietniu 2003, podczas trwającej wówczas inwazji wojsk koalicyjnych na Irak. Liczne zabezpieczenia i punkty kontrolne czynią z „Zielonej strefy” najbezpieczniejszy obszar Bagdadu.
Od 1 stycznia 2009 pełną kontrolę nad bezpieczeństwem „Zielonej strefy” przejęły irackie siły bezpieczeństwa.

## Zobacz  też
- Pałac Pokoju
- Ambasada   Stanów Zjednoczonych w Bagdadzie